# 药物流产
药物流产（英語：medical abortion，也称为药物堕胎（英語：medication abortion，non-surgical abortion），是指使用药物进行流产，是子宫抽吸或扩张和清宫等手术流产的替代方法。药物流产在大多数地方都较为常见，包括欧洲、印度、中国大陸和美国等。 
典型的建议是使用两种药物，先用米非司酮，再用米索前列醇。尽管还有其他选择，当没有米非司酮时，可以单独使用米索前列醇。 在妊娠初期，可以安全地在家中服用这些药物。在妊娠中期，建议在医院内使用。
药物流产在各个孕周内都是安全有效的，包括妊娠中期（13至24周）。有部分证据支持在妊娠晚期使用。副作用通常包括阴道出血，子宫痉挛，恶心和腹泻。它对精神健康问题、乳腺癌或不孕症的风险不造成影响。在美国，母亲的死亡率比分娩死亡率低14倍；需要住院、输血或手术的人数不到千分之四。
药物流产于20世纪70年代开始使用。2020年，美国进行了超过50万次药物流产。世界卫生组织建议所有妇女和女孩都能获得药物流产，以减少不安全堕胎及其导致的死亡率。截至2023年，在美国这些药物的成本可能超过500美元；尽管一些慈善机构可能会免费或以低成本提供这些药物。  在加拿大，加拿大人可以享受医疗保险。 截至2018年，在中低收入国家，费用从4美元到36美元不等。药物流产不应与紧急避孕药（事后避孕药）混淆，后者是在性交后不久立即服用以防止怀孕。